# Gallegos de Sobrinos
Gallegos de Sobrinos ist ein Ort und eine zentralspanische Gemeinde (municipio) mit 45 Einwohnern (Stand: 2024) in der Provinz Ávila in der Autonomen Region Kastilien-León. Zur Gemeinde gehört neben dem Hauptort Gallegos de Sobrinos die Ortschaft Blascojimeno. 

## Lage
Gallegos de Sobrinos befindet sich in den nördlichen Ausläufern der Sierra de Gredos gut 37 Kilometer westnordwestlich von Ávila in einer Höhe von 1175 m. Das Klima im Winter ist kühl, im Sommer dagegen trotz der Höhenlage durchaus warm; der Regen (ca. 570 mm/Jahr) fällt – mit Ausnahme der nahezu regenlosen Sommermonate – verteilt übers ganze Jahr.

## Bevölkerungsentwicklung
| Jahr      | 1970 | 1981 | 1991 | 2001 | 2011 | 2021 |
| Einwohner | 322  | 170  | 131  | 99   | 74   | 36   |

## Sehenswürdigkeiten
- Reste der Burganlage von Blascojimeno
- Marienkapelle

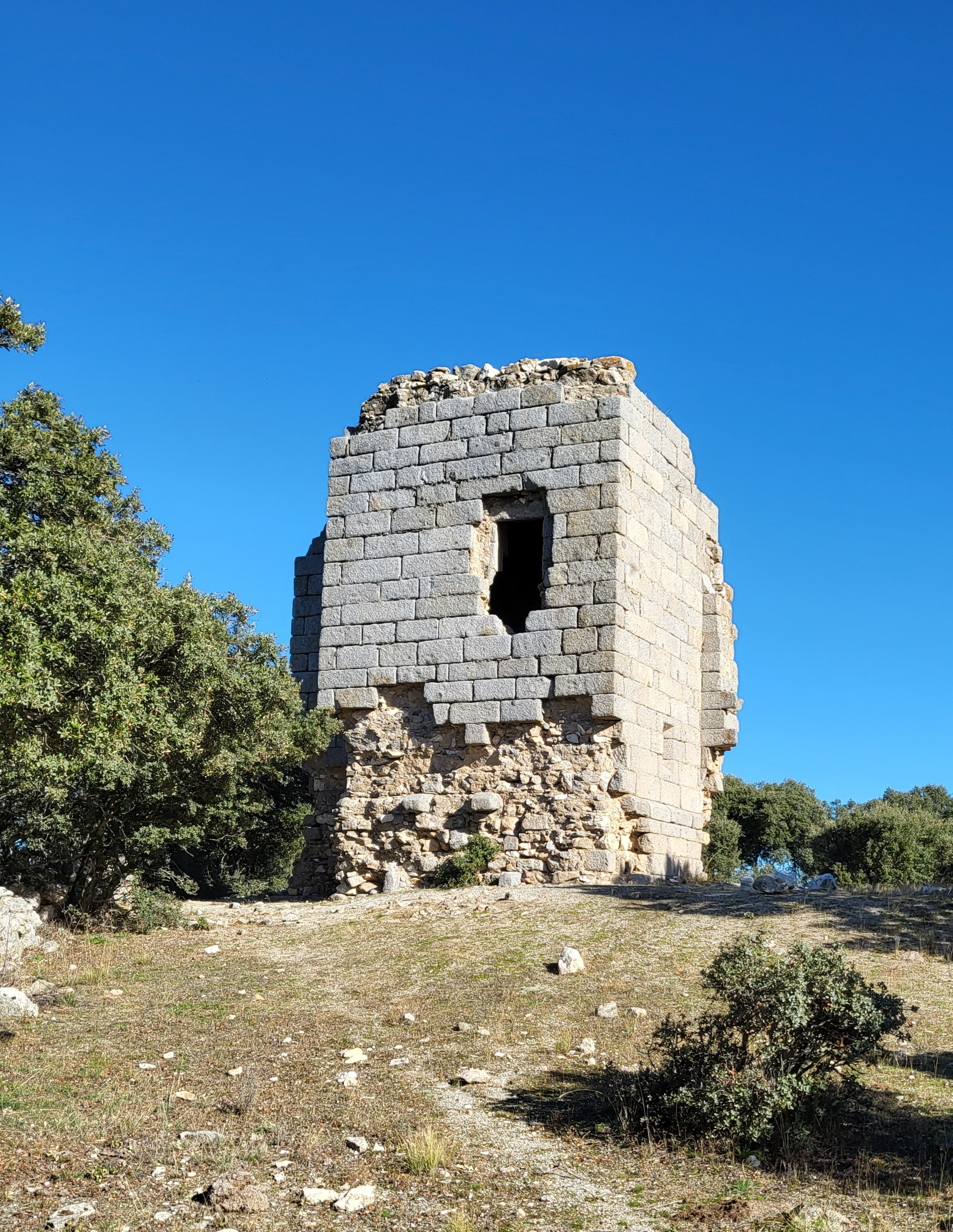
Burgreste
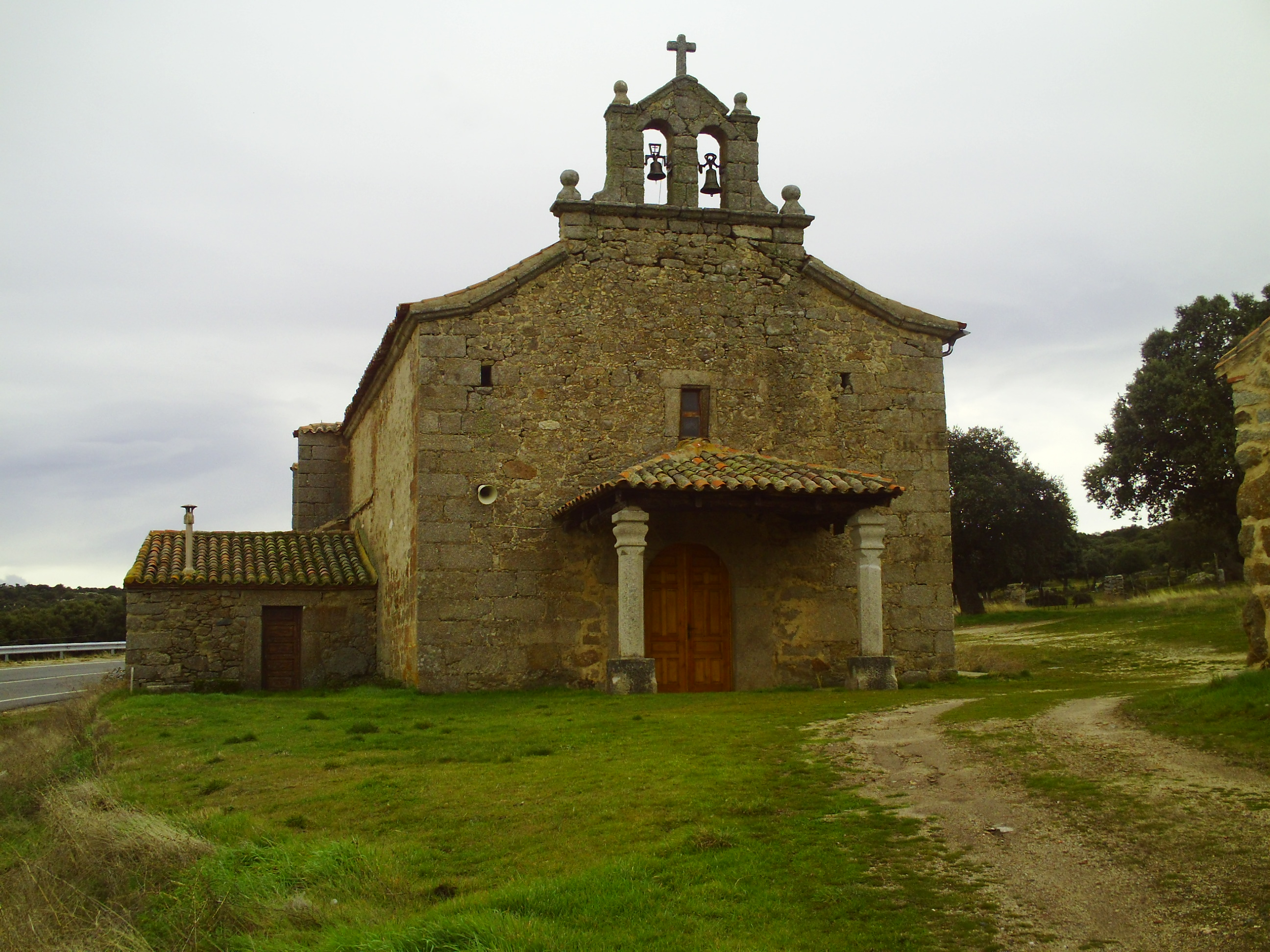
Marienkapelle